# Meijin 2025
Il Meijin 2025 è la 50ª edizione del torneo goistico giapponese Meijin. La competizione prevede una serie di tornei per la determinazione dei partecipanti alla lega che deve determinare lo sfidante per il titolo, che affronterà il detentore del titolo, Ryō Ichiriki.

## Qualificazioni
Le qualificazioni al torneo sono iniziate con alcuni tornei preliminari, che hanno decretato l'accesso alla fase successiva dei seguenti goisti: Hirose Yuichi 7d, Ogata Masaki 9d, Mizokami Tomochika 9d, Koyama Kuya 6d, Kobayashi Satoru 9d, Mutsuura Yuta 8d, Murakawa Daisuke 9d, Yoda Norimoto 9d, Ida Atsushi 9d, Kono Rin 9d, Sakai Yuki 5d, Fukuoka Kotaro 5d. Tutti gli incontri di questa fase si sono disputati tra il 25 luglio e il 30 settembre 2024.
La seconda fase preliminare è consistita in quattro tornei di qualificazione, disputati tra il 17 ottobre e il 21 novembre 2024.
|  | Semifinali          | Semifinali       | Semifinali       |     |  | Finale | Finale | Finale |  |
|  |                     |                  |                  |     |  |        |        |        |  |
|  | Hirose Yuichi 7d    | Hirose Yuichi 7d | B+1,5            |     |  |        |        |        |  |
|  | Hirose Yuichi 7d    | Hirose Yuichi 7d | B+1,5            |     |  |        |        |        |  |
|  | Fujita Akihiko 7d   |                  |                  |     |  |        |        |        |  |
|  |                     | Hirose Yuichi 7d | Hirose Yuichi 7d | N+R |  |        |        |        |  |
|  |                     |                  |                  | N+R |  |        |        |        |  |
|  |                     |                  | Yoda Norimoto 9d |     |  |        |        |        |  |
|  | Yoda Norimoto 9d    | Yoda Norimoto 9d | B+5,5            |     |  |        |        |        |  |
|  | Yoda Norimoto 9d    | Yoda Norimoto 9d | B+5,5            |     |  |        |        |        |  |
|  | Kobayashi Satoru 9d |                  |                  |     |  |        |        |        |  |

|  | Semifinali        | Semifinali        | Semifinali        |                   |     | Finale | Finale | Finale |  |
|  |                   |                   |                   |                   |     |        |        |        |  |
|  | Ogata Masaki 9d   |                   |                   |                   |     |        |        |        |  |
|  |                   |                   |                   |                   |     |        |        |        |  |
|  | Cho U 9d          | Cho U 9d          | B+R               |                   |     |        |        |        |  |
|  | Cho U 9d          | Cho U 9d          | B+R               | Cho U 9d          |     |        |        |        |  |
|  |                   |                   |                   |                   |     |        |        |        |  |
|  |                   |                   | Fukuoka Kotaro 5d | Fukuoka Kotaro 5d | B+R |        |        |        |  |
|  | Fukuoka Kotaro 5d | Fukuoka Kotaro 5d | Fukuoka Kotaro 5d | Fukuoka Kotaro 5d | B+R | B+R    |        |        |  |
|  | Fukuoka Kotaro 5d | Fukuoka Kotaro 5d |                   |                   |     |        |        |        |  |
|  | Ida Atsushi 9d    |                   |                   |                   |     |        |        |        |  |

|  | Semifinali          | Semifinali          | Semifinali          |     |  | Finale | Finale | Finale |  |
|  |                     |                     |                     |     |  |        |        |        |  |
|  | Murakawa Daisuke 9d | Murakawa Daisuke 9d | B+1,5               |     |  |        |        |        |  |
|  | Murakawa Daisuke 9d | Murakawa Daisuke 9d | B+1,5               |     |  |        |        |        |  |
|  | Shida Tatsuya 8d    |                     |                     |     |  |        |        |        |  |
|  |                     | Murakawa Daisuke 9d | Murakawa Daisuke 9d | N+R |  |        |        |        |  |
|  |                     |                     |                     | N+R |  |        |        |        |  |
|  |                     |                     | Koyama Kuya 6d      |     |  |        |        |        |  |
|  | Koyama Kuya 6d      | Koyama Kuya 6d      | N+R                 |     |  |        |        |        |  |
|  | Koyama Kuya 6d      | Koyama Kuya 6d      | N+R                 |     |  |        |        |        |  |
|  | Mutsuura Yuta 8d    |                     |                     |     |  |        |        |        |  |

|  | Semifinali            | Semifinali     | Semifinali     |     |  | Finale | Finale | Finale |  |
|  |                       |                |                |     |  |        |        |        |  |
|  | Seki Kotaro 9d        | Seki Kotaro 9d | N+R            |     |  |        |        |        |  |
|  | Seki Kotaro 9d        | Seki Kotaro 9d | N+R            |     |  |        |        |        |  |
|  | Kono Rin 9d           |                |                |     |  |        |        |        |  |
|  |                       | Seki Kotaro 9d | Seki Kotaro 9d | N+R |  |        |        |        |  |
|  |                       |                |                | N+R |  |        |        |        |  |
|  |                       |                | Sakai Yuki 5d  |     |  |        |        |        |  |
|  | Sakai Yuki 5d         | Sakai Yuki 5d  | N+R            |     |  |        |        |        |  |
|  | Sakai Yuki 5d         | Sakai Yuki 5d  | N+R            |     |  |        |        |        |  |
|  | Mizokami Tomochika 9d |                |                |     |  |        |        |        |  |

- B indica vittoria col bianco
- N indica vittoria col nero
- X indica la sconfitta
- +R indica che la partita si è conclusa per abbandono
- +numero indica lo scarto dei punti a fine partita
- +F indica la vittoria per forfeit
- +T indica la vittoria per timeout
- +? indica una vittoria con scarto sconosciuto
- V indica una vittoria in cui non si conosce scarto e colore del giocatore

## Lega
| Giocatore              | S.T. | Y.Z.  | I.Y. | K.K. | Y.K.   | M.D. | S.K.  | H.Y.  | F.K. | Risultato | Note                       |
| ---------------------- | ---- | ----- | ---- | ---- | ------ | ---- | ----- | ----- | ---- | --------- | -------------------------- |
| Shibano Toramaru Judan | –    | B+R   | X    | X    | N+R    | B+R  | N+0,5 | B+R   | N+R  | 6-2       | Qualificato allo spareggio |
| Yu Zhengqi 8d          | X    | –     | B+R  | X    | B+R    | N+R  | B+R   | N+R   | X    | 5-3       | 5                          |
| Iyama Yūta Ōza         | B+R  | X     | –    | B+R  | N+2,5  | B+R  | N+R   | X     | N+R  | 6-2       | Qualificato allo spareggio |
| Kyo Kagen 9d           | N+R  | B+1,5 | X    | –    | B+11,5 | N+R  | B+R   | N+3,5 | X    | 6-2       | 3                          |
| Yamashita Keigo 9d     | X    | X     | X    | X    | –      | B+R  | X     | X     | X    | 1-7       | Retrocesso                 |
| Murakawa Daisuke 9d    | X    | X     | X    | X    | X      | –    | B+R   | N+R   | X    | 2-6       | Retrocesso                 |
| Seki Kotaro 9d         | X    | X     | X    | X    | B+5,5  | X    | –     | X     | X    | 1-7       | Retrocesso                 |
| Hirose Yuichi 7d       | X    | X     | N+R  | X    | B+12,5 | X    | N+R   | –     | X    | 3-5       | Retrocesso                 |
| Fukuoka Kotaro 7d      | X    | N+R   | X    | N+R  | B+R    | N+R  | B+R   | N+R   | –    | 6-2       | 4                          |

Quattro partecipanti, Shibano, Iyama, Kyo e Fukuoka, hanno terminato le partite della Lega con il punteggio più alto di 6-2; Shibano e Iyama sono stati selezionati per lo spareggio sulla base del miglior piazzamento tra i quattro nell'edizione precedente, in cui Shibano era il detentore del titolo e Iyama il terzo nella Lega, mentre Kyo era arrivato quarto nella Lega e Fukuoka non vi aveva partecipato.
|  | Spareggio 24 luglio    |                        |     |  |
|  |                        |                        |     |  |
|  | Shibano Toramaru Judan | Shibano Toramaru Judan | B+R |  |
|  | Iyama Yūta Ōza         |                        |     |  |

## Finale
La finale è una sfida al meglio dei sette incontri tra il detentore del titolo, Ichiriki Ryō, e il vincitore della Lega, Shibano Toramaru Judan.